# 김잔디
김잔디(Kim jandi, 1991년 6월 15일 ~ )는 대한민국의 유도 선수이다.

## 경력
- 2018 제 18회 자카르타-팔렘방 아시안게임 유도 국가대표
- 2016 ~ 포항시청
- 2016 제 31회 리우데자네이루 올림픽 유도 국가대표
- 2015 제 28회 광주 하계 유니버시아드 유도 국가대표
- 2014 ~ 2016 양주시청
- 2014 제 17회 인천 아시안게임 유도 국가대표
- 2012 제 30회 런던 올림픽 유도 국가대표[1]
- 2010 제 16회 광저우 아시안게임 유도 국가대표

## 학력
- 범계중학교
- 경민여자정보산업고등학교
- 용인대학교

## 수상
- 2018 제 18회 자카르타-팔렘방 아시안게임 유도 혼성단체 동메달
- 2018 안탈리아 그랑프리 여자 -57kg급 은메달
- 2018 순천만 국가 정원컵 전국유도대회 여자 -57kg급 1위
- 2017 jeju cup international judo Tournament 여자 -57kg급 금메달
- 2017 회장기 전국 유도대회 여자 -57kg급 3위
- 2016 회장기 전국 유도대회 여자 -57kg급 2위
- 2016 제 97회 전국체육대회 유도 여자 일반부 -57kg급 1위
- 2016 IJF 마스터스 여자 -57kg급 동메달
- 2016 아시아 유도선수권대회 여자 -57kg급 은메달
- 2016 파리 유도 그랜드슬램 여자 -57kg급 금메달
- 2015 제주 그랑프리 국제 유도대회 여자 -57kg급 금메달
- 2015 회장기 전국 유도대회 여자 -57kg급 1위
- 2015 아부다비 유도 그랜드슬램 여자 -57Kg급 금메달
- 2015 제 96회 전국체육대회 유도 여자 일반부 -57kg급 1위
- 2015 우즈베키스탄 그랑프리 국제 유도대회 여자 -57kg급 금메달
- 2015 제 28회 광주 하계유니버시아드대회 유도 여자 단체전 은메달
- 2015 제 28회 광주 하계유니버시아드대회 유도 여자 57Kg 이하급 동메달
- 2015 제 54회 KBS 전국 체급별 유도 선수권대회 여자 57kg급 1위
- 2015 여명컵 전국유도대회 여자 -57kg급 1위
- 2015 쿠웨이트 아시아 유도선수권대회 여자 -57kg급 동메달
- 2014 제 17회 인천 아시안게임 유도 여자 단체전 은메달
- 2014 제 17회 인천 아시안게임 유도 여자 -57kg급 은메달
- 2014 제 95회 전국체육대회 유도 여자 일반부 -57kg 1위
- 2014 제 53회 KBS 전국 체급별 유도선수권대회 여자 -57kg급 1위
- 2014 여명컵 전국유도대회 여자 -57kg급 1위
- 2013 몽골 그랑프리 국제 유도대회 여자 -57kg급 은메달
- 2013 제 6회 동아시아 유도선수권대회 여자 -57kg급 금메달
- 2013 방콕 아시아 유도선수권대회 여자 단체전 동메달
- 2013 방콕 아시아 유도선수권대회 여자 -57kg급 은메달
- 2013 제 94회 전국체육대회 유도 여자 대학부 -57kg급 1위
- 2013 제 52회 KBS 전국 체급별 유도선수권대회 여자 -57kg급 1위
- 2013 여명컵 전국유도대회 여자 대학부 단체전 1위
- 2013 여명컵 전국유도대회 여자 -57kg급 1위
- 2013 제 52회 전국 체급별 유도선수권대회 여자 -57kg급 1위
- 2013 독일 그랑프리 국제 유도대회 여자 -57kg급 동메달
- 2012 타슈켄트 아시아 유도선수권대회 여자 단체전 동메달
- 2012 타슈켄트 아시아 유도선수권대회 여자 -57kg 동메달
- 2012 여명컵 전국유도대회 여자 대학부 단체전 1위
- 2012 여명컵 전국유도대회 여자 -57kg급 1위
- 2012 제 93회 전국체육대회 유도 여자 대학부 -57kg급 1위
- 2011 회장기 전국유도대회 여자 -57kg급 1위
- 2011 중국 그랑프리 국제 유도대회 여자 -57kg급 금메달
- 2011 몽골 월드컵 국제 유도대회 여자 -57kg급 금메달
- 2011 아시아 유도선수권대회 여자 -57kg급 은메달
- 2011 제 92회 전국체육대회 유도 여자 대학부 -57kg급 1위
- 2011 제 50회 KBS 전국 체급별 유도선수권대회 여자 -57kg급 은메달
- 2011 제 26회 선전 하계유니버시아드대회 여자 -57kg급 은메달
- 2011 여명컵 전국유도대회 여자 대학부 단체전 금메달
- 2011 여명컵 전국유도대회 여자 -57kg급 금메달
- 2011 국제유도연맹 월드 마스터스 대회 여자 -57kg급 동메달
- 2010 제 16회 광저우 아시안게임 유도 여자 -57kg급 은메달
- 2010 KRA 코리아 월드컵 국제유도대회 여자 -57kg급 3위
- 2010 제 91회 전국체육대회 유도 여자 여대부 -57kg급 1위
- 2010 제 49회 KBS 전국체급별 유도선수권대회 여자 -57kg급 1위
- 2010 우즈베키스탄 월드컵 국제 유도대회 여자 -57kg급 금메달
- 2010 몽골 월드컵 국제 유도대회 여자 -57kg급 금메달
- 2010 제 4회 동아시아 유도선수권대회 여자 단체전 금메달
- 2010 제 4회 동아시아 유도선수권대회 여자 -57kg급 은메달
- 2010 그래미컵 전국유도대회 여자 -57kg급 1위 은메달
- 2009 KRA 코리아 월드컵 국제유도대회 여자 -57kg급 2위
- 2009 제 47회 대통령배 전국유도대회 여자 여고부 -57kg급 1위
- 2009 제 47회 대통령배 전국유도대회 여자 여고부 단체전 3위
- 2009 제 90회 전국체육대회 유도 여자 여고부 -57kg급 1위
- 2008 제 89회 전국체육대회 유도 여자 여고부 -57kg급 1위